# Ludwig August Kähler
Ludwig August Kähler (* 6. März 1775 in Sommerfeld; † 4. November 1855 in Wogenab bei Elbing) war ein deutscher evangelischer Theologe, Geistlicher und Schriftsteller.

## Leben
Ludwig August Kähler war der Sohn des etwa 50 Jahre als Stadtphysikus in Sommerfeld wirkenden Mediziners Johann Siegfried Kähler und dessen Ehefrau Christiane Dorothee (1748–1826), geborene Wendt. Er wurde auf dem Sächsischen Landesgymnasium Sankt Afra vorgebildet und bezog anschließend 1793 die Universität Erlangen zu einem dreijährigen Theologiestudium. Nach dem Studium war er bis 1798 Hauslehrer adliger Familien, um dann die schlecht bezahlte Stelle des Pfarrgehilfen in Canig (heute Kaniów bei Guben in der Niederlausitz) einzunehmen. In dieser Zeit veröffentlichte er außerdem Romane. 1809 wurde er als Diaconus an die Oberkirche St. Nikolai in Cottbus berufen und zwei Jahre später zum Archidiakon befördert.
Einen Ruf nach Königsberg erhielt Kähler im Jahre 1819; ihm wurden Stellen als Konsistorialrat, Pfarrer, Superintendent und Professor an der dortigen Universität angeboten. Er nahm das Angebot an. Nach dem Tode des Generalsuperintendenten der Kirchenprovinz Preußen, Erzbischof Ludwig Ernst von Borowski, übernahm Kähler für vier Jahre geschäftsführend dessen Amt, bevor 1835 Sartorius als neuer Generalsuperintendent folgte. 1843 musste er wegen einer Krankheit auch seine anderen Ämter aufgeben und zog auf das Gut seines Sohnes in Wogenab. Dort verbrachte er seinen Lebensabend, bis er 1855 dort 80-jährig starb.
Er heiratete am 28. März 1899 Sophie Erdmunthe Seydel, die Tochter eines Postmeisters. Kählers ältester Sohn Siegfried August Kähler (1800–1895) war Konsistorialrat und Militärprediger und verfasste eine Biographie seines Vaters. Ein anderer Sohn, Bernhard Kähler wurde Arzt und Abgeordneter der Frankfurter Nationalversammlung. Der Theologe Martin Kähler war Kählers Enkel.

## Wirken/Rezeption nach Erbkam (ADB)
Kähler war weniger wissenschaftlich bedeutend, dagegen war er ein bedeutender Prediger, reformierte das kirchliche Schulwesen und führte preußische Synodalkonferenzen ein. Er war mit dem Rationalismus aufgewachsen und mit Vertretern dieser Strömung wie Christoph Ammon, Heinrich Carl Alexander Hänlein, Georg Friedrich Seiler und Johann Georg Jonathan Schuderoff befreundet. Das so gebildete Denken war bei Kähler aber nicht dogmatisch; sein Wissensdrang sorgte dafür, dass er mit der Zeit merkte, dass sein eigener Standpunkt beschränkt war, sodass er sich allmählich dem Supranaturalismus zuwandte, wie es der Schwank der damaligen Zeit war. Mit der Zeit wandelte sich auch der Rationalismus. Dem gewandelten Rationalismus stand Kähler gegenüber, ohne die Grundlagen seiner Theologie zu verleugnen.
Kähler war ein lebhafter, phantasiereicher Mann. Er konnte sich gut in die Denkart anderer hineinversetzen, was sich nicht zuletzt in seinen literarischen Arbeiten widerspiegelt. Trotzdem blieb er seiner eigenen Denkweise treu und übermittelte andersdenkenden Leuten, die ihm gegenüberstanden, ihr Standpunkt sei beschränkt. Dazu nutzte er eine besondere Rhetorik, die er auch in seinen Predigten verwendete. Somit war er einflussreich auf sein direktes Umfeld, was er besonders für seine bedeutende Pfarrstelle in Königsberg zu nutzen wusste. Viele Leute lauschten seinen Predigten und fanden an diesen Gefallen, sodass Kähler einige auf Wunsch der Zuhörer druckte.
So sehr Kähler als Pfarrer und Prediger bedeutend war, desto weniger einflussreich war seine Professur. Seine gelehrten Vorlesungen waren mangelhaft durch fehlende Sachkenntnis und seine besondere Rhetorik, wegen der er nicht klar unterrichten konnte, was er selbst merkte und mehrmals das Ministerium bat, ihn aus der Professur zu entlassen.
Insgesamt besaß er Einfluss auf die damalige Theologie, begründete aber keine eigene. Trotzdem übte er auf sein Umfeld durch wichtige Schriften Einfluss aus. Eine dieser Schriften war Betrachtungen über die doppelte Ansicht: ob Jesus, blos ein jüdischer Landrabbiner oder Gottes Sohn gewesen sei? von 1821, in der er vom Rationalismus lossagte und somit für Überraschung bei seinen Gesinnungsgenossen sorgte, und eine Wendung in deren Leben erzielte. Eine weitere Schrift erschien anonym 1824, Ideen zur Beurtheilung der Einführung der preußischen Hofkirchenagende aus dem sittlichen Standpunkt. In dieser behandelte Kähler die theologische Bewegung, die die Einführung der neuen Agende in der preußischen Landeskirche auslöste. Er behandelte, wie die Agende eingeführt wurde, anstatt ihren Wert zu beschreiben. Er kam zu dem Urteil, dass die Staatsgewalt, die bei der Einführung zum Einsatz kam, sich schädigend auf die Kirche auswirken müsse. Auch riet er, die Agende solle zunächst von kirchlichen Beamten überprüft werden, bevor sie vom Staat durchgesetzt werde. Insgesamt war diese Schrift bedeutend.
Neben seinen theologischen, literarischen Schriften und seinen Predigten veröffentlichte Kähler einige wenige wissenschaftliche Werke, das wichtigste ist Wissenschaftlicher Abriß der christlichen Sittenlehre nach johanneisch-apostolischen Principien 1835/1837. Weil sich im Werk keine eindeutige Anschauung herauslesen lässt, hat sie in der wissenschaftlichen Welt aber keine Verbreitung gefunden.
Als Konsistorialrat war Kähler für das Kirchenregiment Ost- und Westpreußens zuständig. Er sorgte in diesem Amt dafür, dass im bis dato durchgängig katholischen Ermland evangelische Kirchsysteme entstanden. Außerdem führte er Synodalkonferenzen ein; dieses Konzept wurde von weiteren Provinzen übernommen. Daneben war er Gutachter beim Fall der theosophischen Sekte Johann Wilhelm Ebels und Heinrich Diestels.

## Werke
- Graf Friedrich von Werben oder Lohn der Entsagung. Roman von Filibert (zwei Bände, Leipzig 1802, zweite Auflage 1907)
- Athanasia. Denkmal der persönlichen Zukunft des Kaisers Alexander von Rußland und König Friedrich Wilhelm III (ohne Ort 1802)
- Bauer Martin, der Mörder. Ein Roman von Filibert (Leipzig 1803)
- Hermann von Löbeneck, oder Geständnisse eines Mannes (drei Bände, Leipzig 1805–1807)
- Theodore von Manstein (zwei Bände, Leipzig 1808)
- Meinungen eines Bürgers über den Erbadel von dem Verfasser des Herrn von Lobeneill und der Theodore von Mannstein (Leipzig 1808)
- Predigt über die Verpflichtung zur Theilnahme an der öffentlichen Religionsübung (Kottbus 1810)
- Neujahrsgeschenk für Patrioten in zwei Liedern (Berlin 1814)
- Geschichte von Kottbuß, während der Jahre 1813–1814 nebst einer Auswahl in dieser Zeit über die politischen Ereignisse gehaltener Predigten (Kottbus/Leipzig 1814; zweite Auflage 1816)
- Supernaturalismus und Rationalismus in ihrem gemeinschaftlichen Ursprunge, ihrer Zwietracht, und höheren Einheit. Ein Wort zur Beruhigung für alle, welche nicht wissen, ob sie glaubend erkennen oder erkennend glauben sollen (Leipzig 1818)
- Glossa perpetua zu Herrn Harms Übersetzung der 95 Theses Luthers für das Jubeljahr 1817 (Leipzig 1818)
- Einiges über die Verwandtschaft der Medizin und der Theologie (Kottbus 1818)
- Weltkunde, ein Mittel höherer Geistesbildung für die spätere weibliche Jugend, oder: Handbuch einer anschaulichen, in sich selbst zusammenhängenden, deutlichen und vollständigen Belehrung über Sternkunde, Naturkunde, Länder- und Völkerkunde, Geschichte, und Religion, für alle, welchen Gelehrsamkeit unnöthig oder entbehrlich ist (zwei Bände, Leipzig 1818/1819)
- Diss. inaug. de eo, quod positivum est in ecclesia Christiana (Leipzig 1819)
- Sind Kirchenstrafen ein wesentlicher Theil der Kirchenzucht? In Beziehung auf zeitgemässe Anordnung beantwortet (Magdeburg 1819)
- Epheuranken, vom Verfasser des Hermann von Löbeneck (Leipzig 1819)
- Synodalpredigt, gehalten am 16. September 1818 vor der Geistlichkeit des Kottbusser Kreises (Leipzig 1819)
- Abschiedspredigt, in Kottbus gehalten (Königsberg 1819)
- Antrittspredigt, in der Löbenichtskirche in Königsberg gehalten (Leipzig 1819)
- Sonnenklarer Beweis, daß ein Christlicher Regent stets der oberste Bischof der Kirche in seinem Lande sey (Leipzig 1819)
- Noch einige Worte über die Wahrheit: daß ein christlicher Landesherr der oberste Bischoff jeder Kirche in seinem Lande ist (Königsberg 1820)
- Ueber Schwärmerei, Begeisterung, scheinbare und wahre Größe, 3 Predigten (Königsberg 1821)
- Betrachtungen über die doppelte Ansicht, ob Jesus blos ein jüdischer Landrabbiner oder Gottes Sohn gewesen sei (Königsberg 1821)
- Preußens Größe, eine Rede (Königsberg 1821)
- Ueber Religionsduldsamkeit und Religionseifer, 2 Predigten (Königsberg 1822)
- Was haben wir zu halten von den Wunderthätern unserer Zeit? Eine Predigt (Königsberg 1823)
- Die Herrlichkeit der evangelisch-christlichen Kirche. Predigt (Königsberg 1823)
- Predigt bei der 300-jährigen Jubelfeier der in der Stadt Königsberg angefangenen Kirchenreformation (Königsberg 1823)
- Philagathos. Andeutungen über das Reich des Guten (zwei Bände, Königsberg 1823/1824)
- Ideen zur Beurtheilung der Einführung der preußischen Hofkirchenagende aus dem sittlichen Standpunkt (ohne Ort 1824)
- Sechs Predigten über den seligmachenden Glauben an Jesum Christum (Königsberg 1827)
- Sendschreiben an Herrn Prof. D. Hahn in Leipzig, in Beziehung auf dessen Schrift: an die Evangelische Kirche etc. Ein Beitrag zur rechten Würdigung des Rationalismus (Königsberg 1827)
- Beitrag zu den Versuchen neuerer Zeit, den Katholizismus zu idealisieren, in einem Schreiben an den katholischen Herausgeber der neuen katholisch-protestantischen Kirchenzeitung (Königsberg 1828)
- Der Tag des Gerichts und der ewigen Aussöhnung, Christliche Dichtung (Königsberg 1829)
- Schutzrede für das auf Vernunft gegründete Christenthum und dessen Lehrer. Veranlaßt durch das dogmatische Lehrbuch des Herrn Prof. D. Hahn (Königsberg 1829)
- Leichenrede bei der Beerdigung des Erzbischofs von Borowski (Königsberg 1831)
- Die christliche Lehre nach der heiligen Schrift. Für seine Konfirmanden kurz dargestellt (Königsberg 1831, zweite Auflage 1836)
- Antwort auf den Brief des Herrn Pfar. Wigand an den Herrn Erzbischof O. von Borowski, betreffend die Erläuterung eines von dem Königlichen Konsistorium zu Königsberg […] über Bekämpfung des Teufelsglaubens erlassenen Schreibens (Königsberg 1831)
- Christliche Sittenlehre (Königsberg 1833)
- Wissenschaftlicher Abriß der Christlichen Sittenlehre nach Johanneisch-apostolischen Prinzipien (zwei Bände, Königsberg 1835–1837)
- Über Bedeutung und Werth der heiligen Schrift. Predigt (Königsberg 1837)
- Christliches Abschiedswort an meine kirchlichen Freunde (Königsberg 1843)
- Die drei Schwestern. In: Deutscher Novellenschatz. Hrsg. von Paul Heyse und Hermann Kurz. Bd. 11. 2. Aufl. Berlin, [1910], S. [1]–57. In: Weitin, Thomas (Hrsg.): Volldigitalisiertes Korpus. Der Deutsche Novellenschatz. Darmstadt/Konstanz, 2016 (Digitalisat und Volltext im Deutschen Textarchiv)